# Glen Housman
Glen Housman (Australia, 3 de septiembre de 1971) es un nadador  retirado especializado en pruebas de estilo libre larga distancia, donde consiguió ser subcampeón olímpico en 1992 en los 1500 metros.

## Carrera deportiva
En los Juegos Olímpicos de Barcelona 1992 ganó la medalla de plata en los 1500 metros estilo libre, con un tiempo de 14:55.29 segundos, tras su paisano australiano Kieren Perkins que batió el récord del mundo con 14:43.48 segundos, y por delante del alemán Jörg Hoffmann; y el Mundial de Tokio de 1989 ganó el oro en la misma prueba.